# 有楽斎長秀
有楽斎 長秀（うらくさい ながひで、生没年不詳）とは、江戸時代の上方の浮世絵師。

## 来歴
師系不明、画風は流光斎如圭の影響を受けているといわれる。姓は中邑、名は有恒。長秀斎とも号す。「有楽斎」という号は、京都祇園にあった織田有楽斎の屋敷跡の近くに住んでいたことによるという。京都のほか大坂堀江にも住居を持ち、二都において活動した。作画期は寛政11年（1799年）から弘化の頃にかけてで、合羽摺及び錦絵による美人画や役者絵を残し、他に芝居番付、滑稽本、噺本の挿絵なども手掛ける。作画期が長く画風、落款も初期から末期にかけて著しく変化している。役者絵は合羽摺37点、錦絵40点が知られる。門人に長重がいる。

## 作品

### 役者絵
おおよその製作年代順にあげる。
- 細判合羽摺「沢井又五郎・浅尾為十郎　松の金介・嵐吉三郎　おたね・芳沢いろは」、池田文庫所蔵　※享和元年（1801年）11月、京都南側芝居『伊賀越乗掛合羽』より[2]
- 合羽摺「よし沢いろは　あらし吉三郎」、早稲田大学演劇博物館所蔵　※享和元年[3]
- 合羽摺団扇絵「大友・だらく坊　一蝶・きり太郎」、池田文庫所蔵　※文化4年（1807年）正月、大坂中の芝居『けいせい英草紙』より[4]
- 大判錦絵2枚続「けいせい双鏡山（かがみやま）」[注 1]、池田文庫所蔵 ※文化4年正月、大坂角の芝居『けいせい双鏡山』より
  - 「おはつ・中村歌右衛門」[6]
  - 「岩ふじ・坂東三津五郎」[7]
- 合羽摺団扇絵「けいせいあづま・沢村田之助　山ざき与次兵衛・中山来助」、池田文庫所蔵　※文化4年3月、京都北側芝居『双蝶々曲輪日記』より[8]
- 大判錦絵「隅田川花御所染」（すみだがわはなのごしょぞめ）「おはつ　岩井半四郎」、ボストン美術館蔵[9]　※文政6年（1823年）3月中座『隅田川花御所染』より
- 合羽摺3枚続「大坂角　二の替　大当」「けいせい廓大門」、池田文庫所蔵　※文政6年（1823年）正月、角の芝居『けいせい廓大門』より
  - 「みさほ・藤川友吉」[10]
  - 「小てふ・中村歌六」[11]
  - 「浪花津・沢村国太郎」[12]
- 大判錦絵「菅相丞　尾上菊五郎」、ボストン美術館蔵　※文政9年（1826年）3月中座[13]

### ねりもの
芸妓が扮装をして練り歩く姿を「ねり物姿」（ねりもの）と題して発行したのは上方絵の特徴のひとつである。ボストン美術館は長秀のねりものをおよそ50点とまとまった数を収蔵する。
- 細判合羽摺「祇園ねり物姿　花子」「萬や松栄　付添妹そよ」早稲田大学演劇博物館所蔵[16]
- 合羽摺「祇園神輿洗ねり物姿　伊勢物語のしのぶ　京屋ゆかゑ」フィレンツ・ホップ東洋美術館[疑問点 – ノート]所蔵[要出典]
- 合羽摺「祇園神輿洗あらいねりもの姿　筑摩鍋被祭り　新しや梅松[疑問点 – ノート]」ジェノヴァ東洋美術館所蔵[要出典]、ボストン美術館蔵[17]

### 風景画
- 大判合羽摺「風流近江八景」文化頃[18]

### 注
1. ↑  ボストン美術館も同作を収蔵[5]。
2. ↑  北村のボストン美術館収蔵品の調査[14]では、対象とした上方絵約2400点にねりものは177点含まれ、およそ50点が長秀作である。北村の目録から収蔵品番号をとり、ボストン美術館の公式サイトで収蔵品台帳を検索すると、デジタル化が済んだ作品は閲覧できる[15]。